# Производство кофе в Боливии
Производство кофе в Боливии имеет длинную историю. Кофе здесь выращивается в районах, расположенных на высоте 800—2300 метров над уровнем моря.

## Ранняя история
Боливия экспортировала не так много кофе, как соседние страны. Лучший кофе в стране произрастал на территории боливийской юнги. Основными областями производства кофе являются департаменты Ла-Пас, Кочабамба, Санта-Крус и Бени; наиболее заметными районами были округа Юнгас, Каупаликам, Эспириту-Санто и Валле-Гранде. Было время, когда кофе Юнгас имел большой спрос, особенно в Европе. Это растение настолько хорошо акклиматизировано в Юнгасе, что оно растет спонтанно, и каждое зерно, которое падает на землю, становится деревом. В 1885 году производство кофе составляло 2 400 000 фунтов в год. К 1900 году в Ла-Пасе была установлена машина для жарки и измельчения кофе, после чего его продавали в самодельных жестяных банках.
Производство в 1908 году составляло 1 500 000 фунтов кофе. Ежегодно вывозилось около 150 000 фунтов; большая его часть направлялась в Чили.

## Современное состояние
Производство кофе достигло 13 000 тонн в 1988 году, что почти вдвое превышает объем производства 1987 года. который был поврежден болезнью в западной Боливии. Более 20 000 гектаров были отданы под выращивание кофе, и 25 процентов выращенного было употреблено внутри страны, а остальное пошло на экспорт, как легально, так и подпольно. Легальный экспорт 102 000 мешков, шестьдесят килограммов каждый, измеренный Международной организацией по кофе (ICO), был эквивалентен экспортной квоте Боливии на 1988 год, которая превышала 15 млн долл. США.
Как члену ICO с 1968 года, Боливии было разрешено экспортировать 170 000 шестидесятикилограммовых мешков в 1989 году. В конце 1980-х годов из страны нелегально выехало примерно 25 процентов экспорта кофе. Большая его часть выращивалась мелкими фермерами в долинах или крупными фермерами в низинах. Большинство коммерческих фермеров были членами Боливийского комитета по кофе (Comité Boliviano del Café — Cobolca). Кофейная промышленность также получила техническую помощь от Боливийского института кофе (Instituto Boliviano de Café), автономного государственного учреждения, созданного в 1965 году для управления фермами и оказания помощи в борьбе с болезнями.
Традиционно в боливийской культуре и кухне не распространено употребление кофе, более популярен чай. Поэтому в настоящее время местный кофе мало известен в мире, однако его производство все же составляет важную часть экономики Боливии. По состоянию на 2014 год, согласно данным ФАО в стране было произведено 28 000 тонн этого продукта.